# Mara Rosenbloom
Mara Rosenbloom (* 11. Dezember 1984 in Madison, Wisconsin) ist eine US-amerikanische Jazzmusikerin (Piano, Komposition).

## Leben
Rosenbloom, die aus Madison (Wisconsin) stammt, studierte Jazz-Piano und -Komposition an der New York University, an der sie 2008 einen Bachelor-Abschluss erwarb, und arbeitete in der New Yorker Jazzszene u. a. mit Henry Grimes und Cooper-Moore, in Chicago mit Jason Stein und Mike Reed. Auf dem Festival Jazz Peru 2008 trat sie mit Eva Ayllon und dem Gabriel Alegria Afro-Peruvian Sextet auf.
2009 legte sie ihr Debütalbum School of Fish vor, das sie mit Darius Jones (Saxophon), Isaac Jaffe (Bass) und Nick Anderson (Schlagzeug) aufgenommen hatte. Ihre Kompositionen für großes Ensemble wurden unter Leitung von Jim McNeely im New Yorker Blue Note Jazz Club uraufgeführt. 2013 hatte sie Unterricht bei Connie Crothers. 
Bei Fresh Sound Records folgten die Alben Songs from the Ground (2013) und Prairie Burn (2016, mit Sean Conly und Chad Taylor). In den Kompositionen des Trioalbums nahm sie sowohl Bezug auf die Landschaft ihres Heimatstaats als auch auf Ornette Colemans Skies of America (1972) und Joni Mitchells Aufnahmen Mitte der 1970er-Jahre.
Gegenwärtig (2018) arbeitet sie im Duo mit der Sängerin Emilie Lesbros.